# Austrolimnophila (Austrolimnophila) badia
Austrolimnophila (Austrolimnophila) badia is een tweevleugelige uit de familie steltmuggen (Limoniidae). De soort komt voor in het Nearctisch gebied.